# Broad City
Broad City (no Brasil, Broad City – A Cidade das Minas), é uma série de televisão estadunidense de comédia  criada e protagonizada por Ilana Glazer e Abbi Jacobson. A série foi desenvolvida a partir de uma websérie homônima, que foi produzida de forma independente entre 2009 e 2011. A criação da série online começou quando Glazer recebeu comentários negativos sobre um projeto que ela e um sócio havia trabalhado. Após expressar sua frustração para Jacobson, ambas decidiram trabalhar juntas em um projeto, eventualmente criando a série Broad City. A série é baseada na amizade verdadeira de Glazer e Jacobson, e na tentativa de "adaptá-la" em Nova Iorque. Amy Poehler é um dos produtores executivos e apareceu no final da websérie. A série foi lançada pelo canal de televisão paga Comedy Central em 22 de janeiro de 2014. No Brasil, a série estreou também pelo Comedy Central em 3 de junho de 2016.
A segunda temporada estreou em 14 de janeiro de 2015, enquanto a terceira temporada estreou em 17 de fevereiro de 2016. A série foi renovada por duas novas temporadas. Em 7 de dezembro de 2016, Abbi e Ilana anunciaram a data de estreia da quarta temporada para agosto do ano seguinte.

## Sinopse
Broad City segue Ilana e Abbi, duas mulheres judias americanas de vinte e poucos anos, que experimentam aventuras por descuido e frivolidade em Nova Iorque. Ilana procura evitar trabalhar tanto quanto possível ao perseguir seu hedonismo incansável, por outro lado, Abbi tenta fazer uma carreira como ilustradora, entretanto, ela é frequentemente desviada em esquemas de Ilana.

## Elenco

### Elenco principal

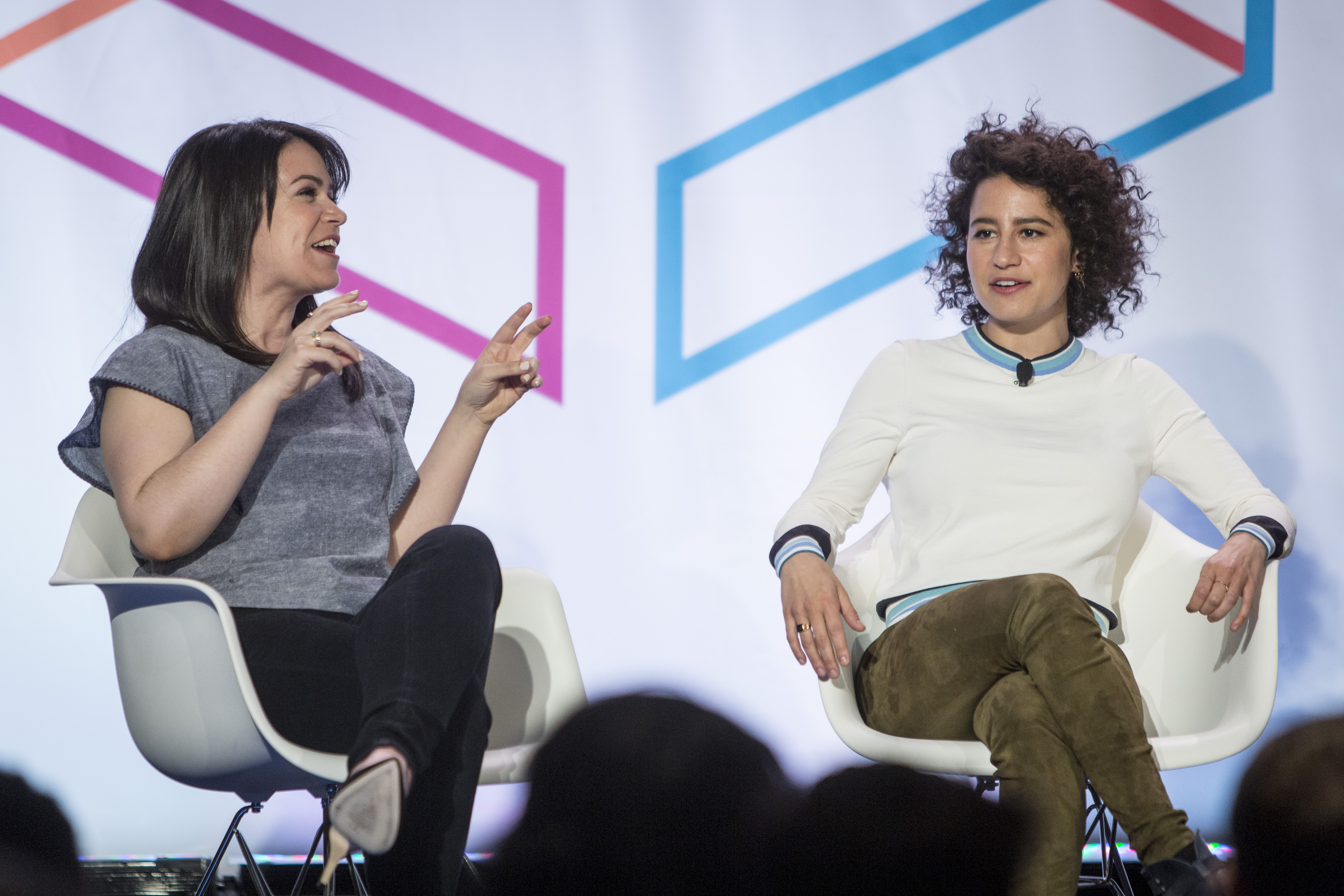
Jacobson (esquerda) e Glazer (direita) na Semana da Internet em Nova Iorque (Maio de 2015)

- Abbi Jacobson como Abbi Abrams.[5][12]
- Ilana Glazer como Ilana Wexler.[5][12]

### Elenco recorrente
- Hannibal Buress como Lincoln Rice.[13]
- Paul W. Downs como Trey Pucker.[13]
- John Gemberling como Matthew "Matty" Bevers.[13]
- Arturo Castro como James "Jaimé" Castro.[13]
- Stephen Schneider como Jeremy Santos.[13]
- Chris Gethard como Todd.
- Nicole Drespel como Nicole.
- Eliot Glazer como Eliot.
- Susie Essman como Bobbi Wexler.
- Bob Balaban como Arthur Wexler.
- D'Arcy Carden como Gemma.[14]

## Episódios
| Temporada | Temporada | Episódios | Lançamento original     | Lançamento original |
| Temporada | Temporada | Episódios | First aired             | Last aired          |
| --------- | --------- | --------- | ----------------------- | ------------------- |
|           | 1         | 10        | 22 de janeiro de 2014   | 26 de março de 2014 |
|           | 2         | 10        | 14 de janeiro de 2015   | 18 de março de 2015 |
|           | 3         | 10        | 17 de fevereiro de 2016 | 20 de abril de 2016 |

## Produção
Glazer e Jacobson encontraram-se quando ambas frequentavam cursos na Upright Citizens Brigade. Em fevereiro de 2010, elas começaram sua própria série online através do YouTube, que se tornou popular. Amy Poehler tomou conhecimento da série e orientou Glazer e Jacobson, tornando-se um produtor executivo quando o programa chegou à televisão. Quando Glazer e Jacobson escreveram o roteiro do primeiro episódio,seus personagens foram nomeados Evelyn Wexler e Carly Abrams, respectivamente, mas acabaram usando seus primeiros nomes reais. A dupla continuou escrevendo a maioria dos episódios, com aproximadamente a metade dos episódios até hoje tendo seus nomes como escritores.
Paul W. Downs, que produziu e interpretou Trey, escreveu vários episódios da série junto à Lucia Aniello, que também produziu e dirigiu alguns episódios. Paul escreveu "Working Girls" (episódio 1.3), "Knockoffs" (episódio 2.4) e "Coat Check" (episódio 2.9).

## Recepção

### Avaliações
Desde sua estreia em 2014, Broad City tem uma classificação positiva, com média de 1,2 milhões de telespectadores por episódio, tornando-se a primeira temporada da Comedy Central com a maior audiência desde 2012 entre os mais jovens, incluindo adultos de 18 a 34 anos.
Apesar do sucesso comercial inicial e das revisões críticas positivas em curso, em março de 2016, o programa recebeu bem menos de 1 milhão de espectadores, chegando a ter menos de 600 mil durante a segunda semana do mês.

### Revisões críticas
O programa recebeu aclamação da crítica. O site de revisão agregada Metacritic, recebeu a primeira temporada com "opiniões geralmente favoráveis" e com uma pontuação de 75 baseado em 14 revisões críticas. Karen Valby do Entertainment Weekly descreveu o programa como uma "comédia profundamente estranha, estranhamente doce e completamente hilariante". O The Wall Street Journal referiu-se ao programa como um "camuflado ataque ao feminismo". O crítico Megan Angelo fez uma referência a citação de Abbi Jacobson, principal estrela de Broad City: "Se você assistir a um de nossos episódios, não há uma grande mensagem, mas se você assistir a todos, acho que eles estão capacitando as mulheres". Caroline Framke, crítica do The A.V. Club, escreveu que "Broad City" era uma série que "vale a pena assistir", apesar de sua "premissa bem posta", e que a série é "notavelmente auto-possuída, mesmo em seu primeiro episódio."
A primeira temporada recebeu uma classificação de 96% no Rotten Tomatoes, baseado em opiniões de 23 críticos e com o consenso afirmando: "De seus talentosos produtores à sua escrita inteligente e uma leva soberba, Broad City possui um incomum, mas bom Pedigree." Por outro lado, o The A.V. Club nomeou "Broad City" o segundo melhor programa de TV de 2014.
A segunda temporada recebeu revisões positivas. No Metacritic, recebeu uma contagem de 89 em 100 baseado em revisões de 8 críticos, indicando "aclamação universal." No Rotten Tomatoes, a temporada recebeu a classificação total de 100% com base em 11 críticas, o consenso afirma: "Liderado por duas das mulheres mais engraçadas na TV, Broad City usa a química vibrante das estrelas para emprestar um elemento de autenticidade ao caótico show, ainda iluminando a marca de comédia."
A terceira temporada também recebeu revisões positivas. No Metacritic, recebeu uma contagem de 87 em 100 baseado em revisões de 8 críticos, por outro lado, a temporada recebeu a classificação total de 100%, baseado em 17 críticas e com o consenso afirmando: "Broad City retorna com uma outra forte temporada com perspectiva hilariante das lutas de Jacobson e de Glazer na cidade de Nova Iorque."

### Prêmios e indicações
| Ano  | Prêmio                            | Categoria                                  | Destinatário(s)              | Resultado | Ref    |
| ---- | --------------------------------- | ------------------------------------------ | ---------------------------- | --------- | ------ |
| 2014 | Critics' Choice Television Award  | Melhor Série de Comédia                    | Broad City                   | Indicado  | [ 28 ] |
| 2014 | Critics' Choice Television Award  | Melhor Atriz em Série de Comédia           | Ilana Glazer                 | Indicado  | [ 28 ] |
| 2015 | Critics' Choice Television Awards | Melhor Série de Comédia                    | Broad City                   | Indicado  | [ 29 ] |
| 2015 | Critics' Choice Television Awards | Melhor Atriz em Série de Comédia           | Ilana Glazer                 | Indicado  | [ 29 ] |
| 2015 | Critics' Choice Television Awards | Melhor Atriz Convidada em Série de Comédia | Susie Essman                 | Indicado  | [ 29 ] |
| 2017 | MTV Movie & TV Awards             | Melhor Performance de Comédia              | Ilana Glazer & Abbi Jacobson | Pendente  | [ 30 ] |

## Controvérsias

### Incidente com a camiseta "Broad Fucking City"
Em 23 de março de 2015, o estudante universitário Daniel Podolsky foi removido de um voo da Southwest Airlines, que foi fundada em St Louis, após um atendente de portão declarar um problema com a linguagem da camiseta "Broad Fucking City". Ele tinha sido selecionado para um folheto no evento SXSW da Comedy Central. Inicialmente, recebendo cobertura em uma filial local da Fox, KTVI. A história foi publicada pelo portal TheBlaze de Glenn Beck, tornando-se viral, alcançando as primeiras páginas de BuzzFeed, CNN, Vice News e também foi selecionada para o Moment of Zen do The Daily Show. Ilana Glazer respondeu pelo Twitter, "Eu amo você, Daniel Podolsky", juntamente com uma ligação para a história no portal Blaze.

## Lançamentos caseiros
| Título do DVD      | Temporada | Episódios | Formato de exibição | Duração     | Ano                   |
| ------------------ | --------- | --------- | ------------------- | ----------- | --------------------- |
| Primeira temporada | 1         | 10        | 16:9                | 220 minutos | 2 de dezembro de 2014 |
| Segunda temporada  | 2         | 10        | 16:9                | 220 minutos | 5 de janeiro de 2016  |
| Terceira temporada | 3         | 10        | 16:9                | 210 minutos | 10 de janeiro de 2017 |